# Пэнлай (месторождение)
Пэнлай (англ. Penglai, кит. 蓬莱) — морское нефтяное месторождение Китая, расположенное в восточной части Бохайского залива, крупнейшее в Бохайском заливе, крупнейшее шельфовое месторождение нефти Китая. Открыто в 2002 году.
Нефтегазоносность связана с отложениями палеогенового и неогенового возрастами.
Оператором месторождение является китайская морская нефтяная компания CNOOC с американской нефтяной компании Phillips Petroleum Company. Добыча нефти на месторождении в 2006 г. составила 4,5 млн тонн.